# Agenda (Kansas)
Agenda – miasto w Stanach Zjednoczonych, w stanie Kansas, w hrabstwie Republic.